# 미하일 야로슬라비치

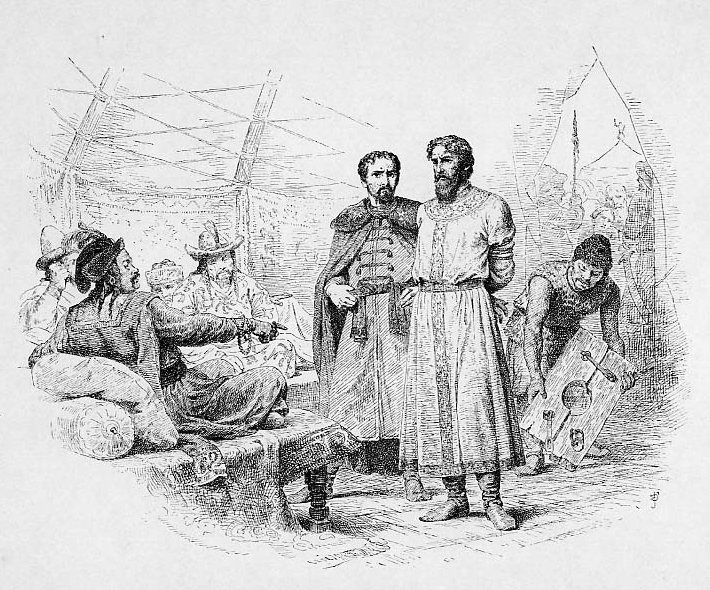
몽골 제국의 칸 앞에 선 미하일 야로슬라비치

미하일 야로슬라비치(러시아어: Михаил Ярославич, 1271년 ~ 1318년 11월 22일)는 블라디미르 대공국의 대공(재위: 1304년 ~ 1318년)이다. 류리크 왕조 출신이다.

## 생애
야로슬라프 3세 대공의 아들로 태어났다. 1285년부터 1318년까지 트베리 공작을 역임했지만 자신의 조카였던 모스크바의 유리 3세와 오랫동안 대립했다.
1304년 안드레이 3세가 사망하면서 토크타 칸으로부터 블라디미르 대공으로 추대되었다. 1313년에는 킵차크 칸국의 우즈베크 칸으로부터 인질로 잡히기도 했지만 1315년 블라디미르로 귀환했다.
1318년 우즈베크 칸이 모스크바의 유리 3세 대공에게 블라디미르 대공 칭호를 부여하고 블라미디르 원정에 나섰다. 유리 3세는 미하일에게 패하면서 노브고로드(벨리키노브고로드)로 도주했지만 킵차크 칸국의 사라이에서 미하일의 죄상을 폭로하게 된다. 미하일은 결국 사라이에서 열린 재판에서 유죄 판결을 받았고 1318년 11월 22일에 처형당하고 만다. 미하일은 동방 정교회로부터 성인으로 추대되었다.
| 전임 안드레이 3세 | 블라디미르 대공 1304년 ~ 1318년 | 후임 유리 3세 |